# Portofino
Portofino (en ligur Pòrtofin) és un municipi d'Itàlia de 439 habitants de la ciutat metropolitana de Gènova. La comuna és en una badia al peu de l'homònim promontori, a 36 km de Gènova. Portofino forma part del "Parc natural regional de Portofino", en el qual estan sis comunes a la "Reserva marina de Portofino". La comuna forma part de la zona geogràfica anomenada Tigullio. Portofino està recreada en els Estats Units en el "Portofino Bay Resort" d'Universal Orlando Resort.

## Història
La vila està citada en un diploma de l'any 986 d'Adelaida de Borgonya, dona de Lotari II d'Itàlia, en el qual venia oficialitzada la donació de la vila a la veïna abadia benedictina de San Fruttuoso di Capodimonte. L'any 1171 la petita vila marina va ser subordinada al control administratiu costat de l'antiga Santa Margherita Ligure, del la jurisdicció Rapallo que va incloure a la vila en el seu territori comunal. A partir de l'any 1229 s'integra en la República de Gènova, així com tot el territori de Rapallo, transformant així en el refugi de la marina genovesa, gràcies al seu port natural.
L'any 1409 va ser venut a la República de Florència per Carles VI del Sacre Imperi Romanogermànic, deslligant-se de Gènova. No obstant això, els mateixos florentins la van restituir poc després. Durant el segle xv va ser administrada per diferents famílies, des dels Fregoso als Spinola, els Fieschi, els Adorno i els Dòria.

L'any 1814 s'incorpora al Regne de Sardenya pel Congrés de Viena, com altres comunes de la República de Ligúria, i posteriorment al Regne d'Itàlia l'any 1861.

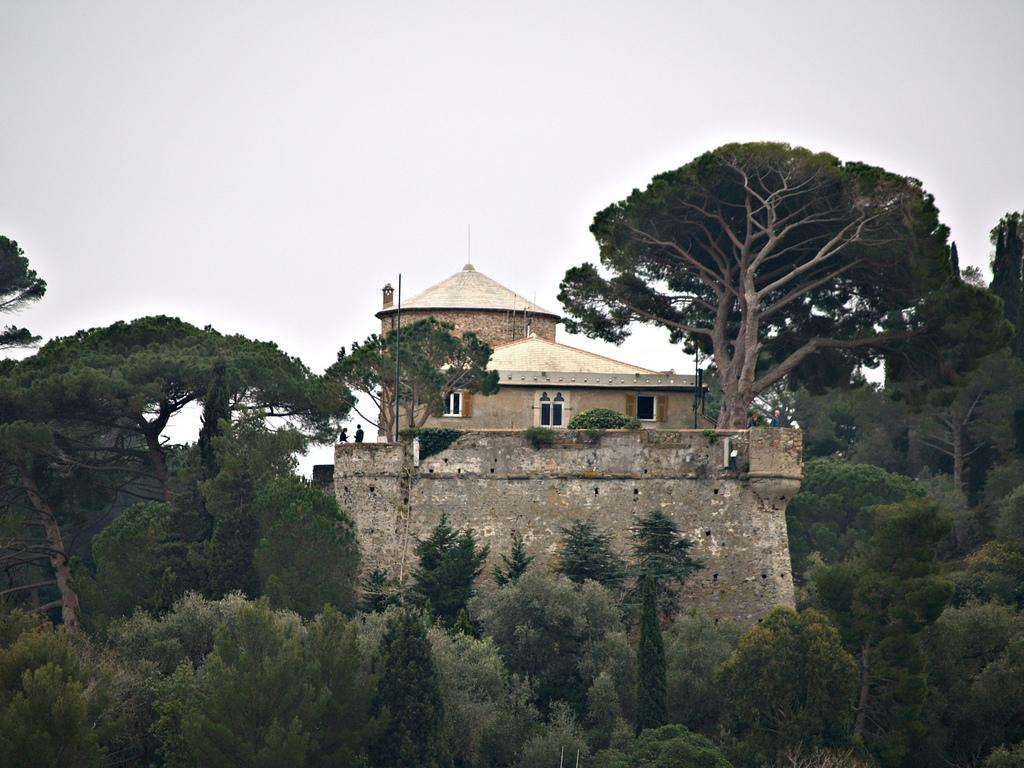
Castell Brown

## Cultura
Disposa d'importants manifestacions turístiques i culturals, que inclouen la participació d'importants personalitats del món de la cultura i l'espectacle. Festa de Sant Jordi el 23 d'abril.

## Economia
Des de l'època d'un flux de turistes estrangers, primer britànics i després alemanys, en els primers anys del segle xx, l'economia de Portofino està lligada estretament al turisme. La comuna i el seu entorn és un important destí turístic, sobretot pel flux de turistes estrangers que han destacat a la localitat com una de les més agradables entre els ports del mar Mediterrani.

## Transports i vies de comunicació
Portofino està situat a l'autopista provincial 227 de Portofino la qual s'uneix a Santa Margherita Ligure amb aquest poble. A la localitat es disposen de pocs estacionaments, per la qual cosa és aconsellable utilitzar el servei de bus amb sortides regulars des de Rapallo, Santa Margherita Ligure i Portofino cada 15 minuts. L'estació ferroviària més propera és la de Santa Margherita Ligure sobre la línia Gènova - Roma en el trajecte local comprès entre Gènova i La Spezia.

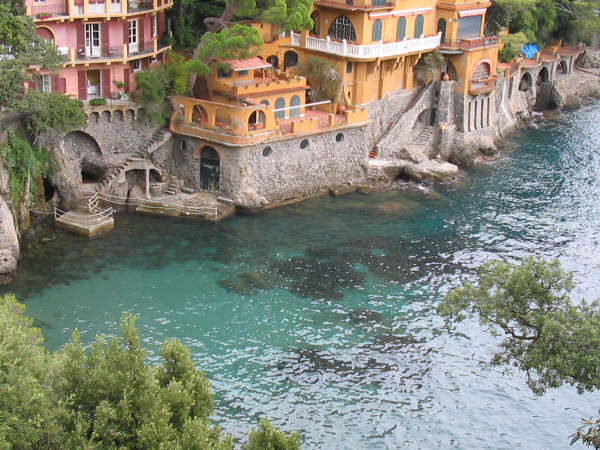
Detall de la badia

Una atractiva alternativa és arribar per via marítima amb partida cada hora, en un passeig des de Rapallo amb escala a Santa Margherita Ligure. Aquí fa una petita parada necessària per a l'embarcament i desembarcament de passatgers. També hi ha passejades fins Camogli i la badia de San Fruttuoso.

## Agermanament
Portofino està agermanada amb:
- Kinsale, Irlanda
- Palma, Espanya,

## Galeria fotogràfica

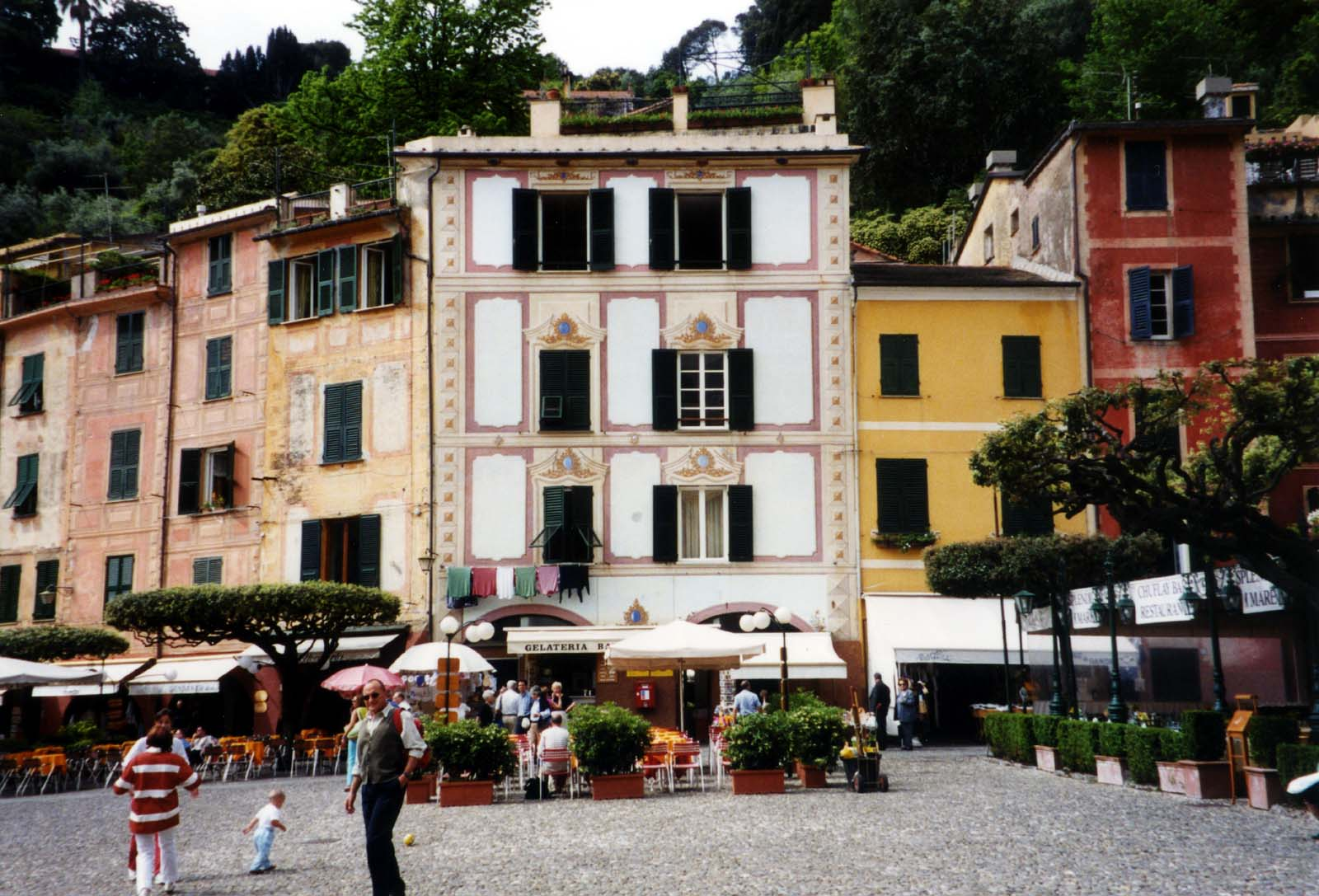
La placeta
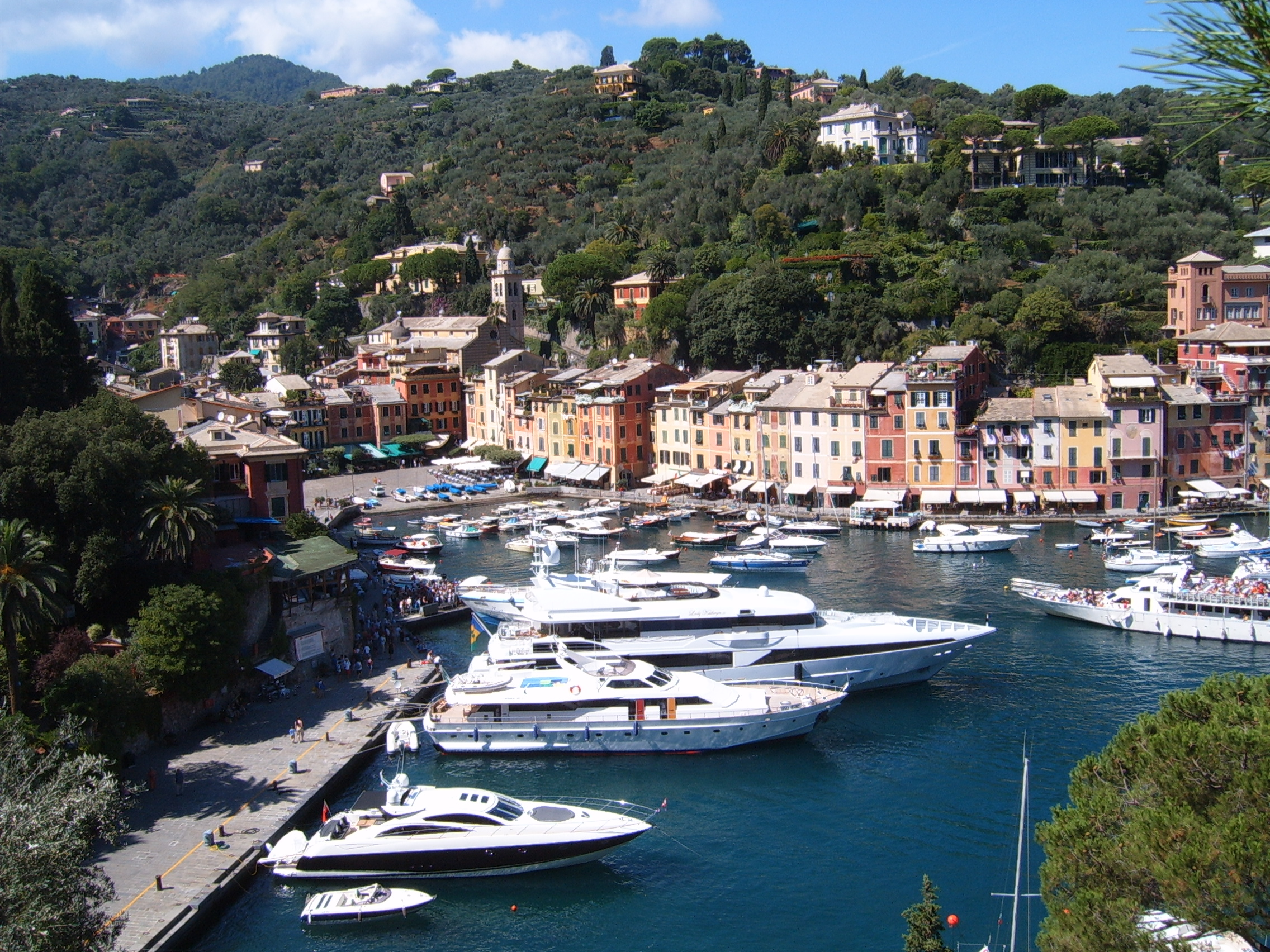
Panorama
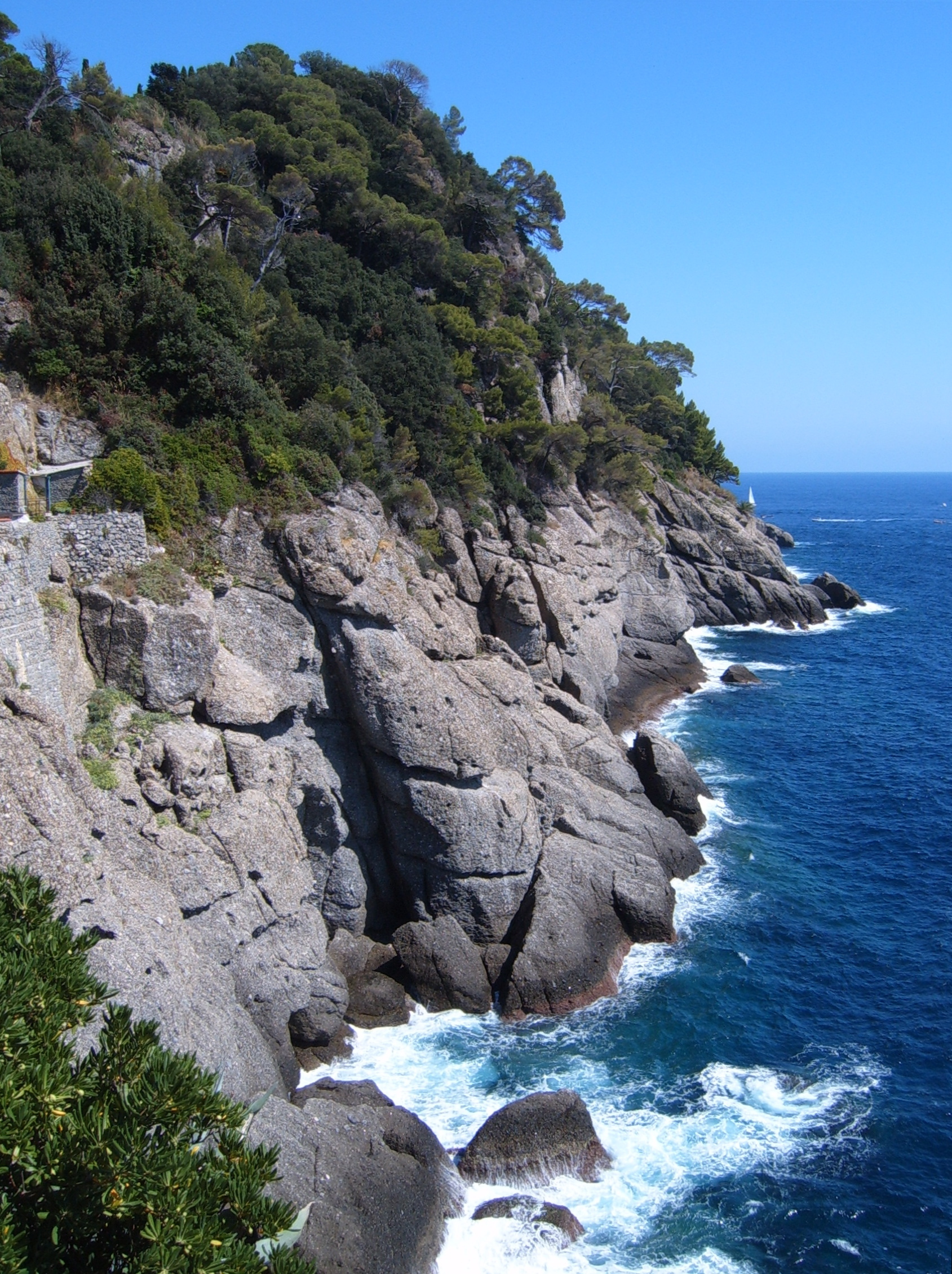
Penya-segats
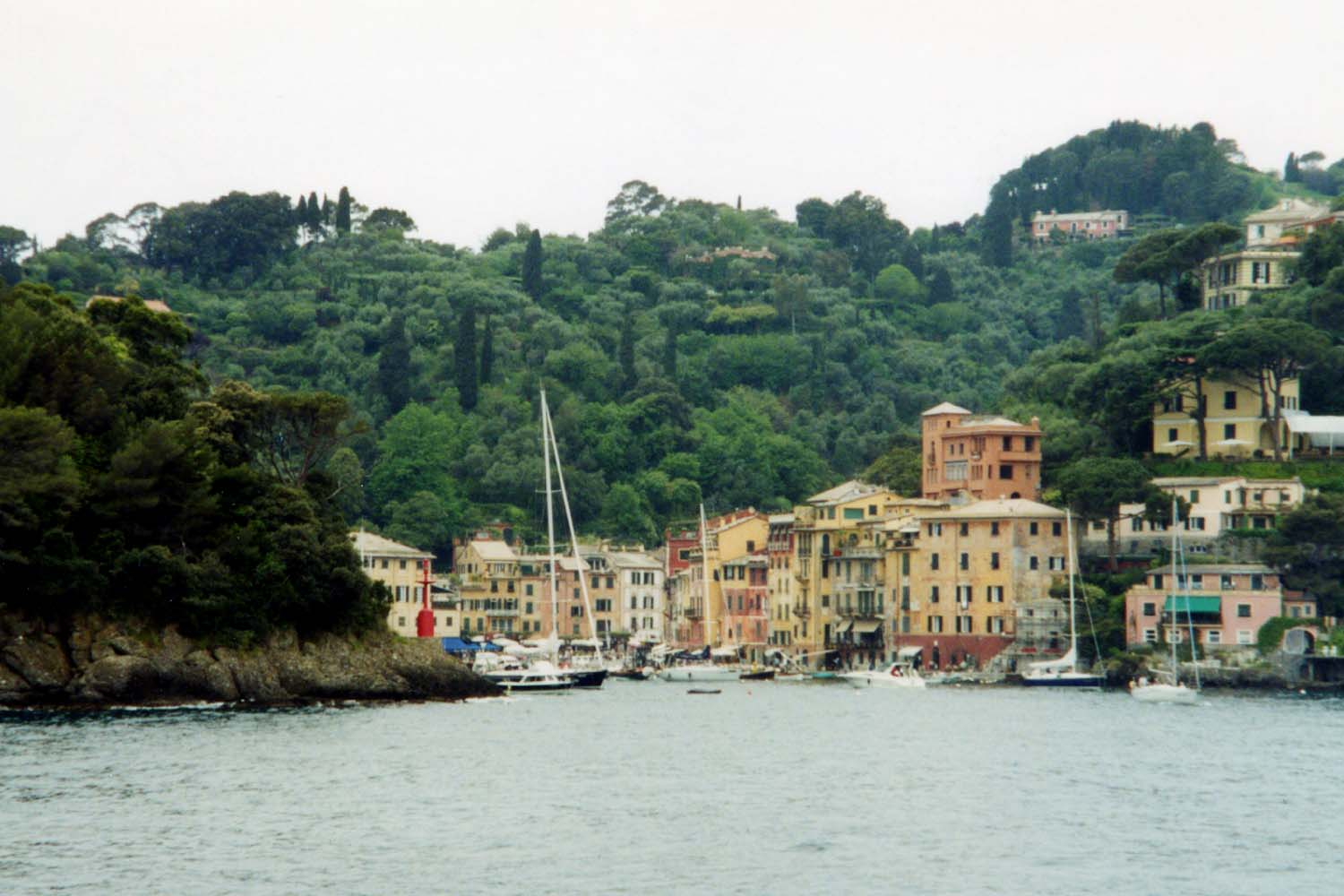
Vista des del mar
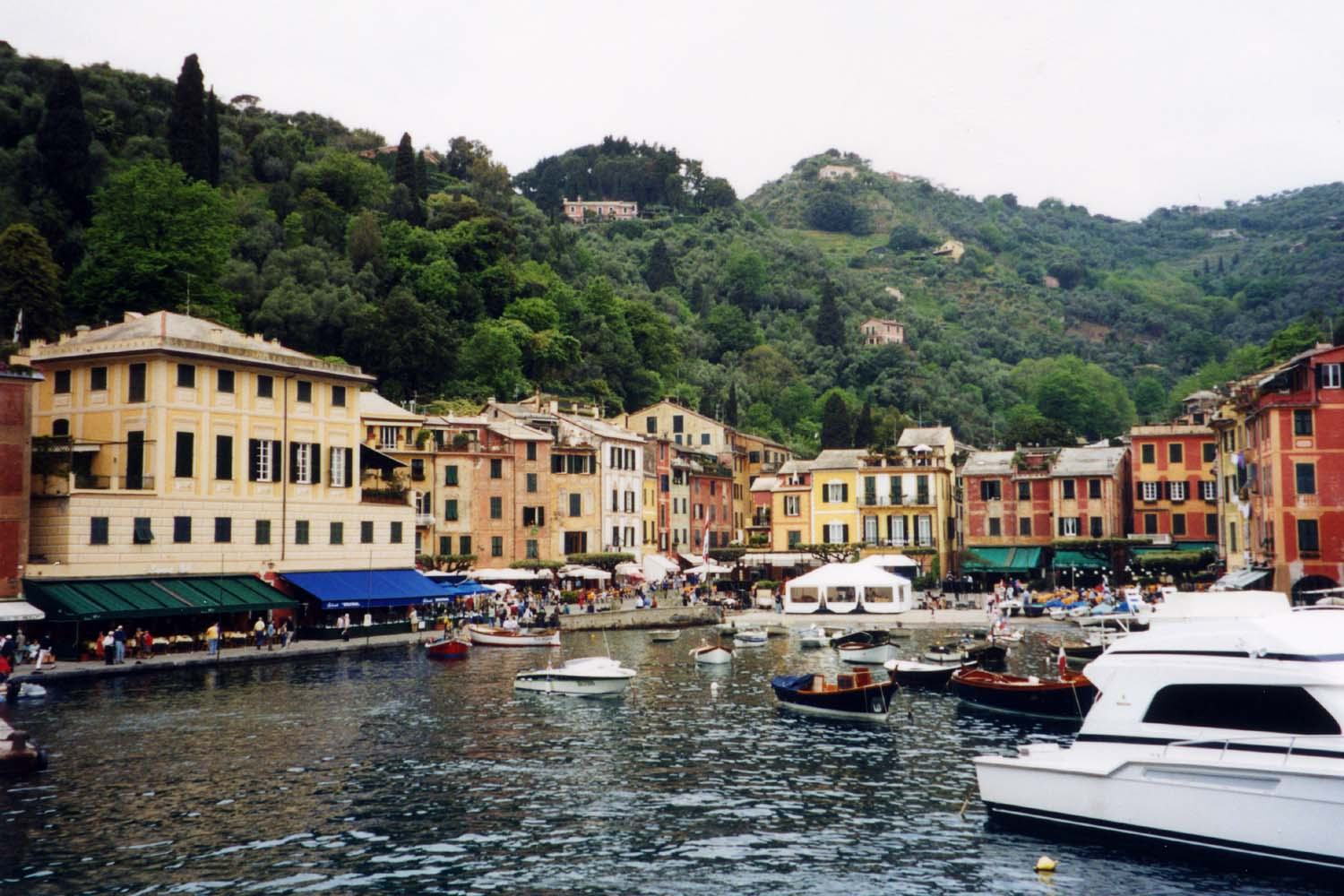
Vista a l'esquerra
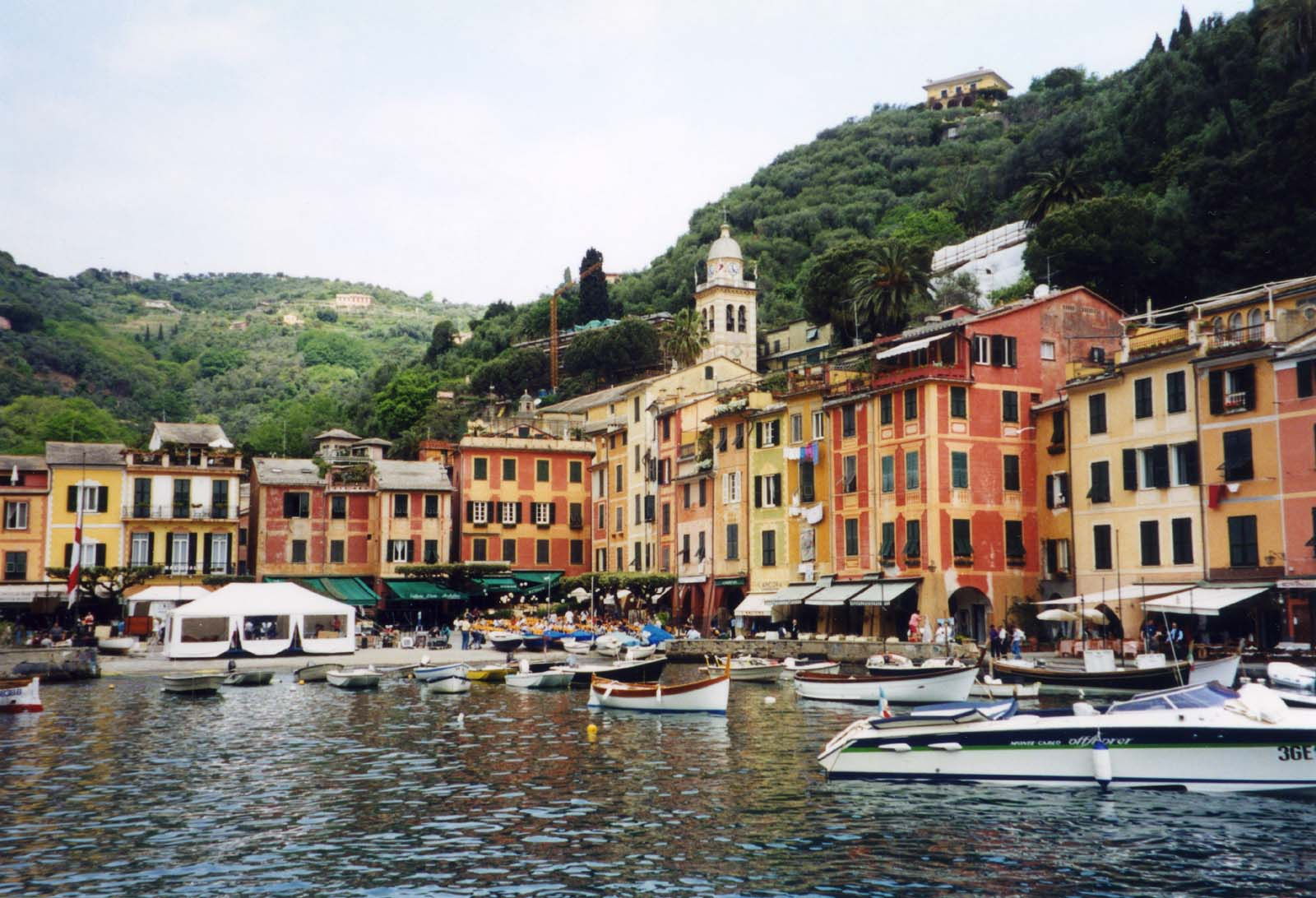
Vista a la dreta
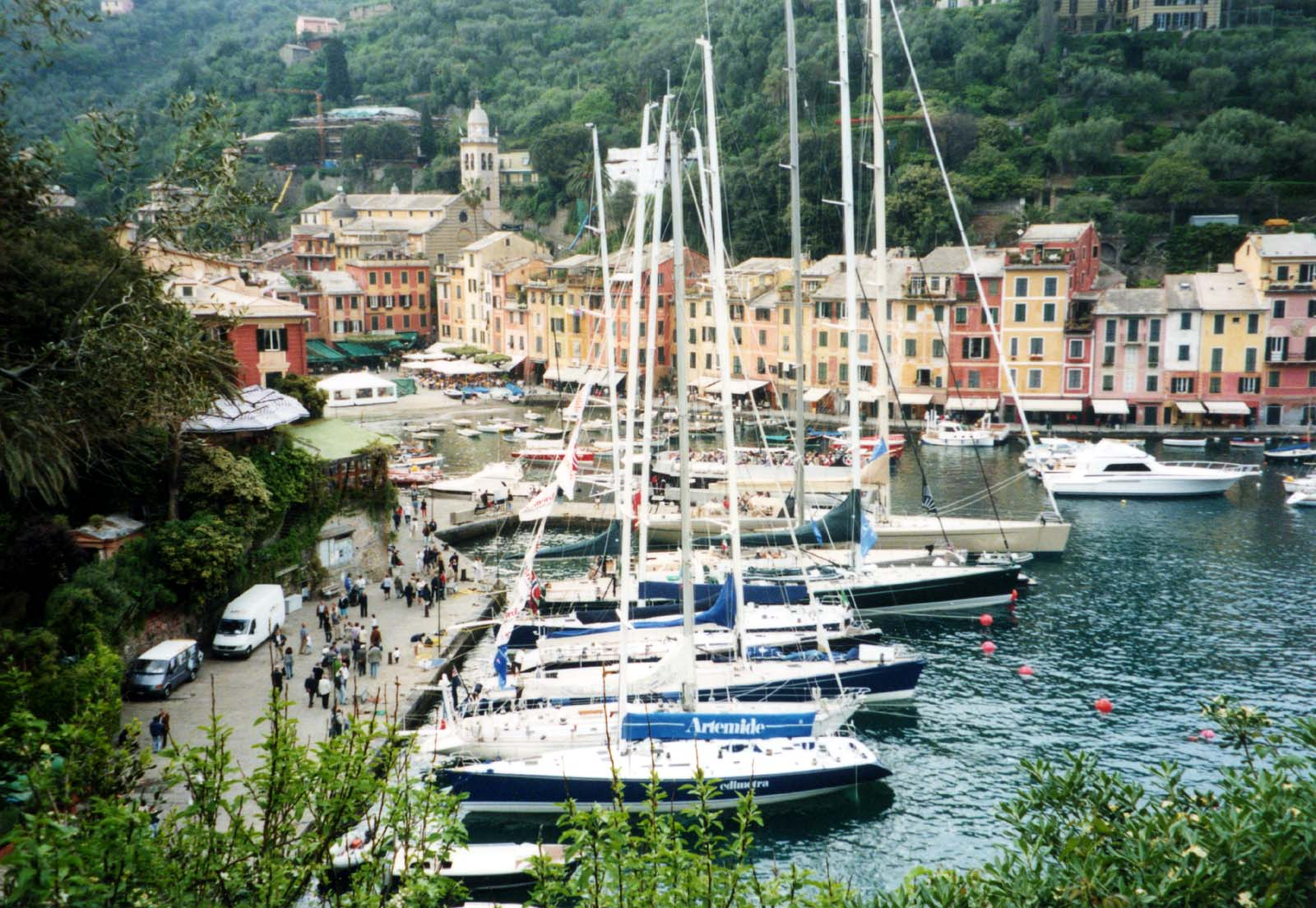
Badia amb iots

## Paisatges de Portofino pintats per Giuseppe Amisani
El pintor més emblemàtic de Portofino va ser Giuseppe Anmisani, conegut com “el Pintor dels Reis”, a qui Portofino va dedicar una passejada pel passeig marítim, “el passeig Amisani”. Quan passeu per Bocche i seguiu la carretera principal que baixa a Portofino Mare, en un punt determinat de la ruta es pot veure, tapiada en el conglomerat, una placa de marbre amb la inscripció: “Aquí la bellesa del món va somriure per darrera vegada”. Giuseppe Amisani va passar el seu temps a aquest lloc l’any 1941 i anava habitualment a pintar a l’aire lliure.

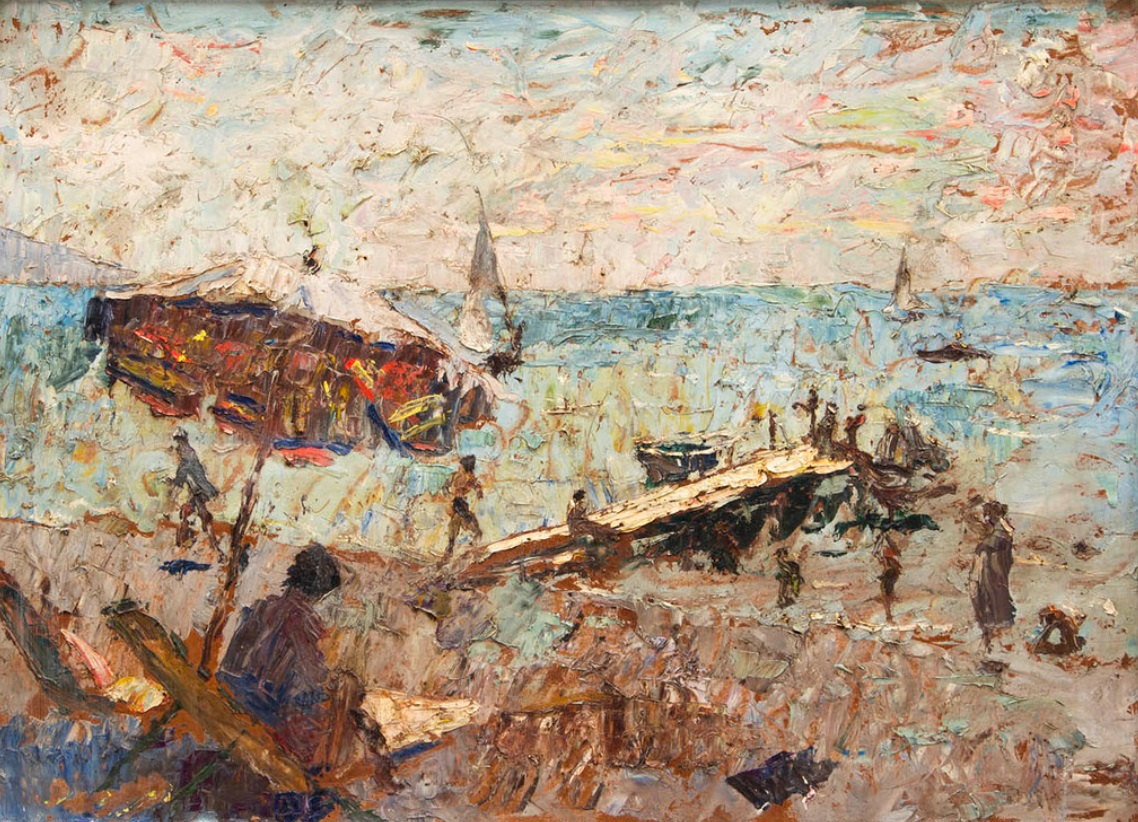
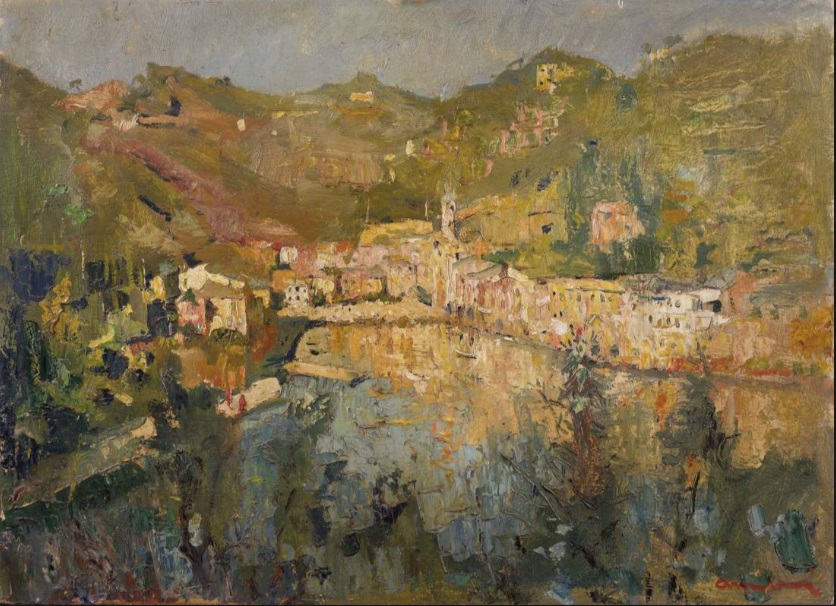
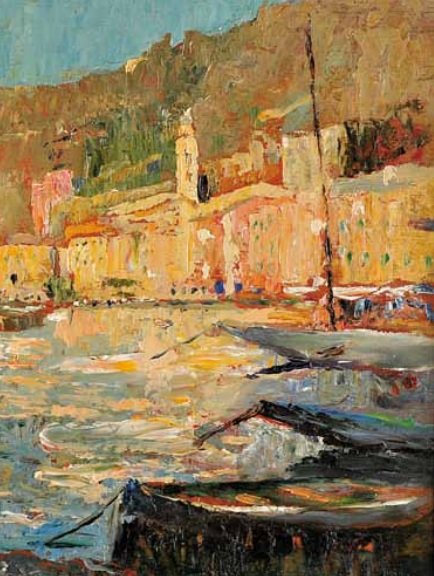
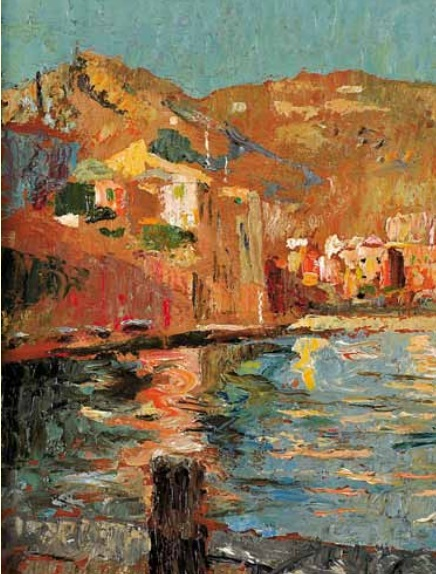
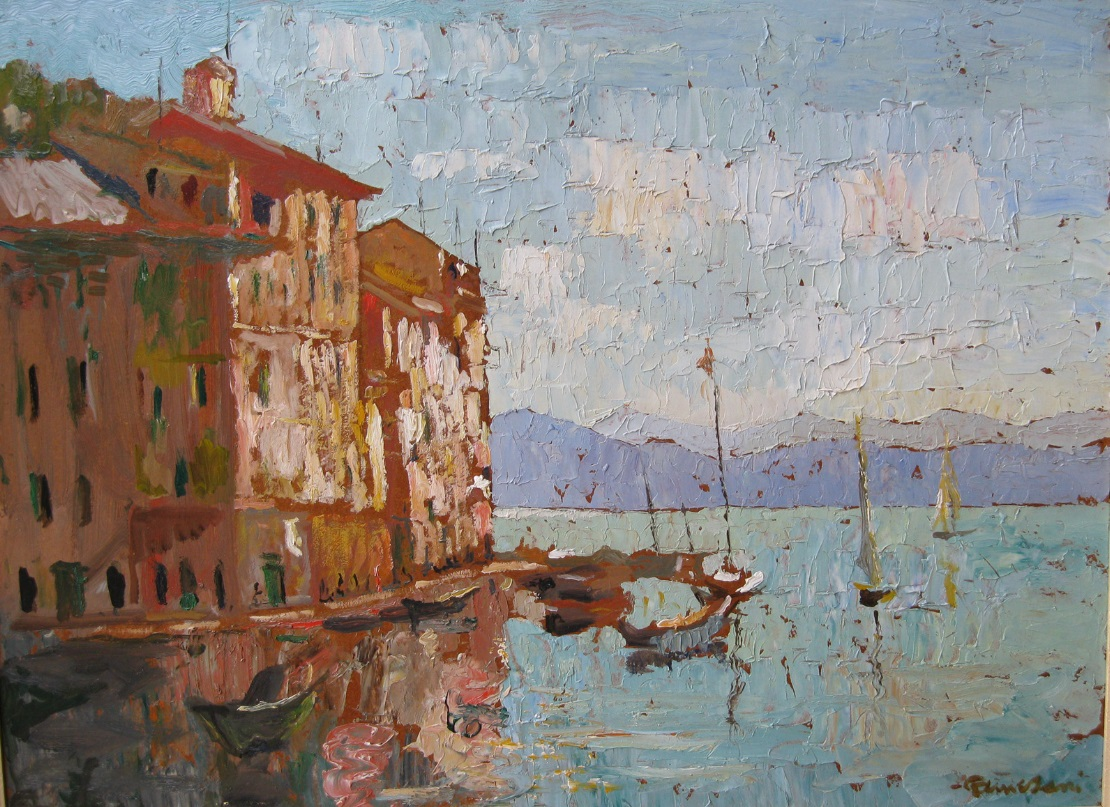
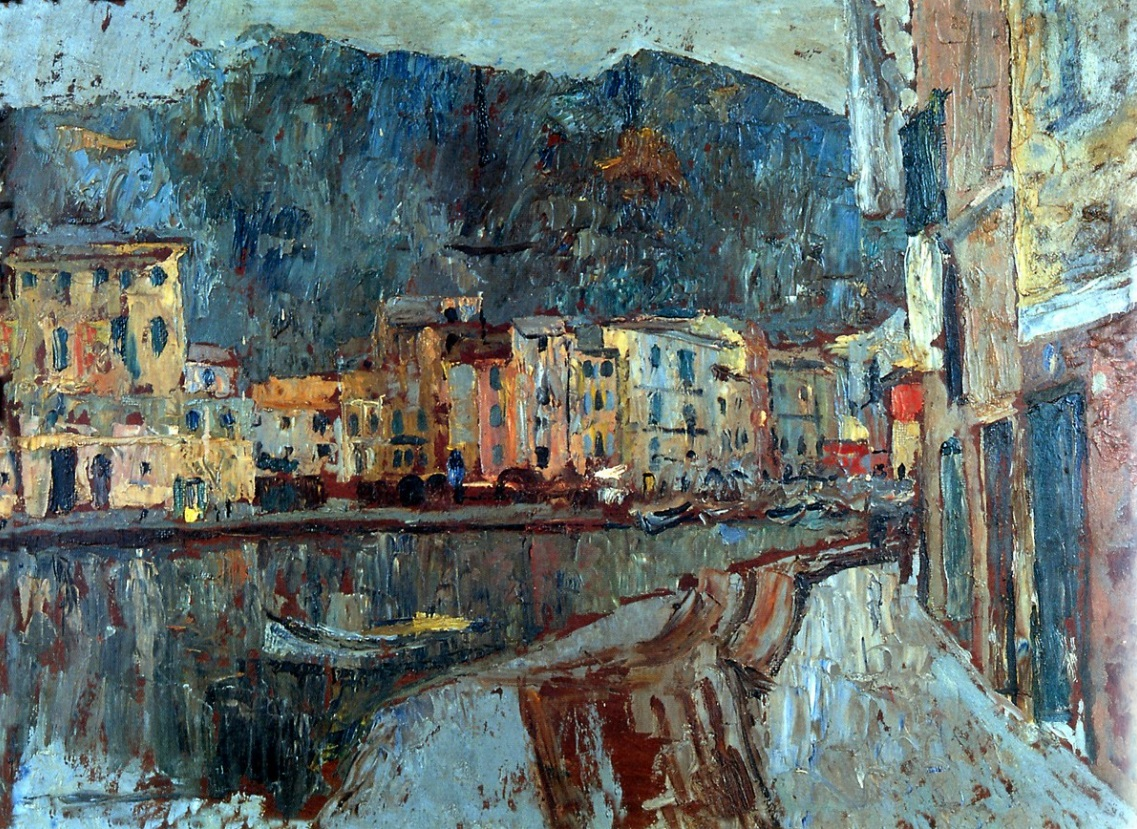
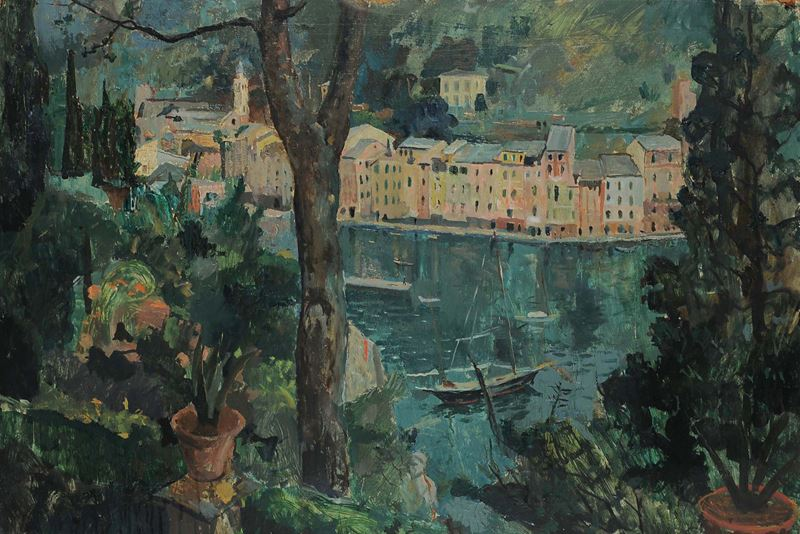
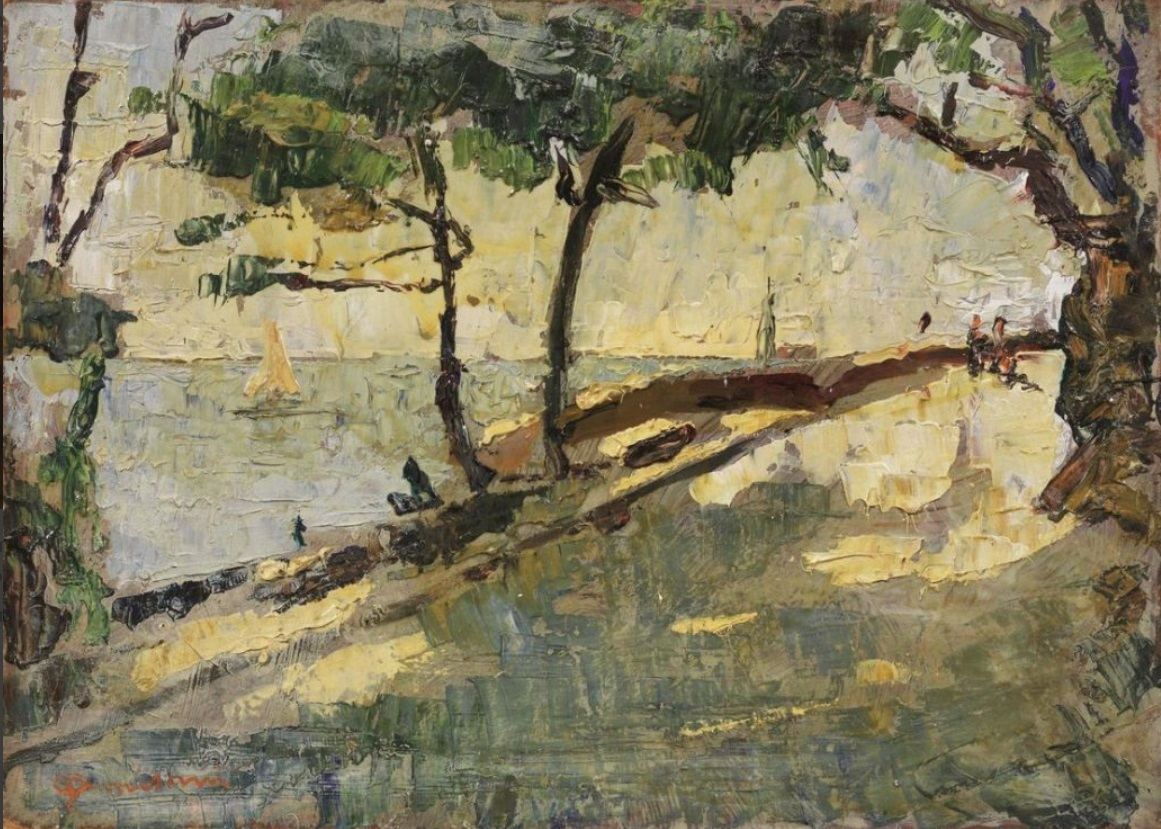
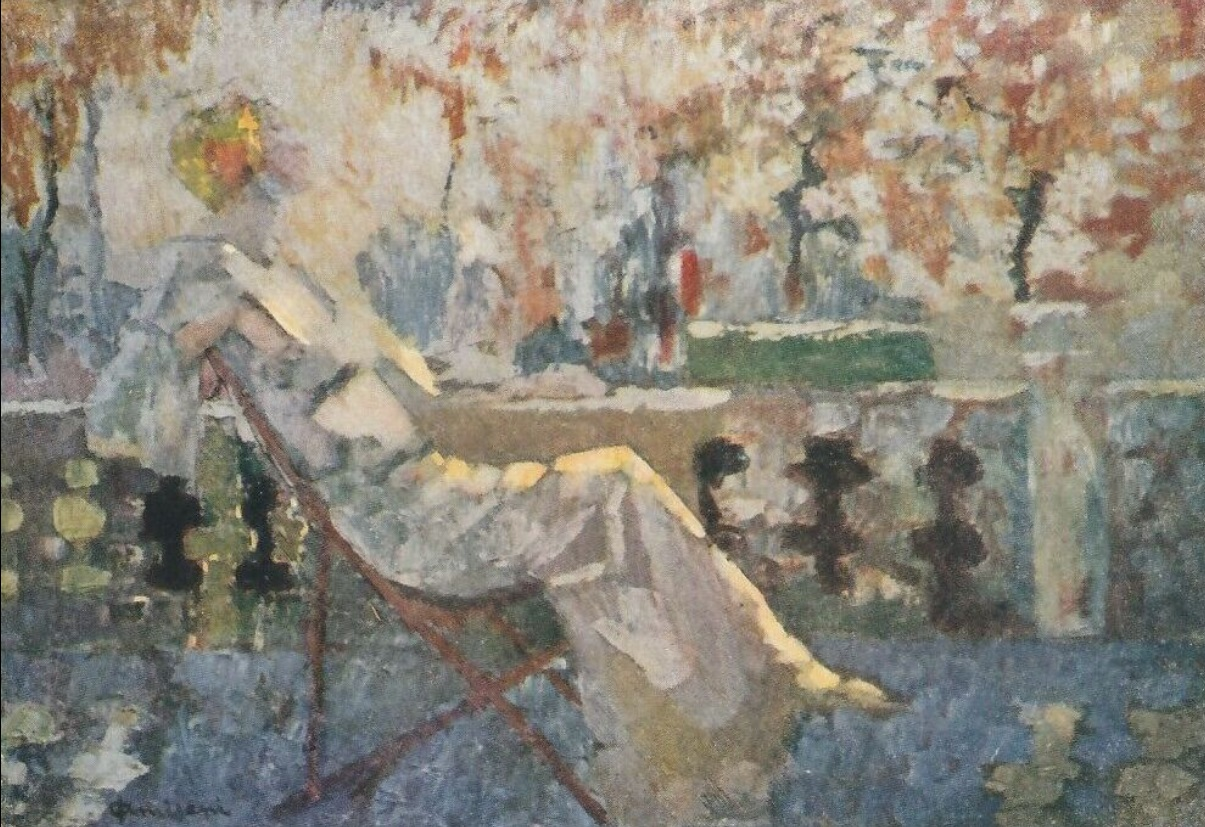